# Giovanna Trillini

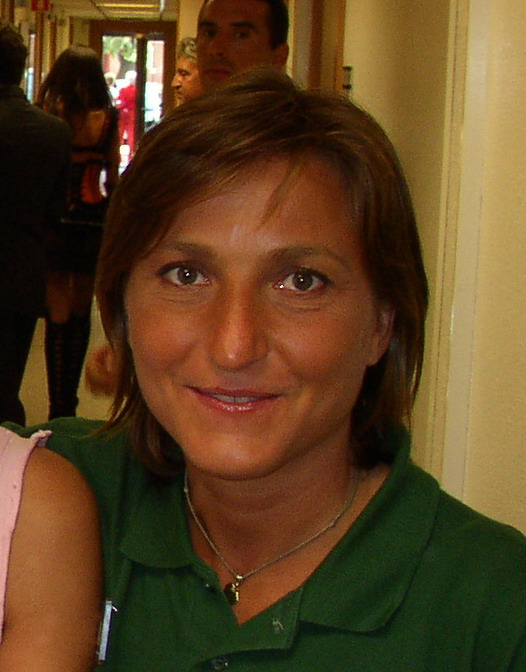
Giovanna Trillini 2009

Giovanna Trillini (* 17. Mai 1970 in Jesi) ist eine italienische Florettfechterin und vierfache Olympiasiegerin.

## Erfolge
Trillini gewann bei  Olympischen Spielen und Weltmeisterschaften in den Damenflorett-Einzel- und Mannschaftswettbewerben mehrfach die Gold-, Silber- und Bronzemedaille. Darüber hinaus war sie mehrfache Weltmeisterin, Europameisterin, Italienische Meisterin und Weltcup-Siegerin.

## Statistik

### Olympische Spiele
- 1992 in Barcelona
  - Gold im Florett-Einzel
  - Gold mit der Florett-Mannschaft

- 1996 in Atlanta
  - Gold mit der Florett-Mannschaft
  - Bronze im Florett-Einzel

- 2000 in Sydney
  - Gold mit der Florett-Mannschaft
  - Bronze im Florett-Einzel

- 2004 in Athen
  - Silber im Florett-Einzel

- 2008 in Peking
  - Bronze mit der Florett-Mannschaft

### Fechtweltmeisterschaften
- 1986 in Sofia
  - Silber mit der Florett-Mannschaft

- 1987 in Lausanne
  - Bronze mit der Florett-Mannschaft

- 1989 in Denver
  - Bronze mit der Florett-Mannschaft

- 1990 in Lyon
  - Gold mit der Florett-Mannschaft
  - Silber im Florett-Einzel

- 1991 in Budapest
  - Gold mit der Florett-Mannschaft
  - Gold im Florett-Einzel

- 1993 in Essen
  - Bronze mit der Florett-Mannschaft

- 1994 in Athen
  - Silber mit der Florett-Mannschaft

- 1995 in Den Haag
  - Gold mit der Florett-Mannschaft
  - Silber im Florett-Einzel

- 1997 in Kapstadt
  - Gold im Florett-Einzel
  - Gold mit der Florett-Mannschaft

- 1998 in La Chaux-de-Fonds
  - Gold mit der Florett-Mannschaft
  - Bronze im Florett-Einzel

- 2001 in Nîmes
  - Gold mit der Florett-Mannschaft

- 2004 in New York
  - Gold mit der Florett-Mannschaft

- 2006 in Turin
- Bronze im Florett-Einzel
  - Silber mit der Florett-Mannschaft

### Fechteuropameisterschaften
- 1994 in Krakau
  - Bronze im Florett-Einzel
- 1999 in Bozen
  - Gold mit der Florett-Mannschaft
- 2001 in Koblenz
  - Gold mit der Florett-Mannschaft
  - Silber im Florett-Einzel

## Auszeichnungen
- Italiens Sportlerin des Jahres (La Gazzetta dello Sport): 1991, 1992